# Chilecito (Chile)
Chilecito o localmente denominado Villa Esperanza es una localidad de la Región de Coquimbo, en la comuna de Monte Patria, se ubica a unos 15 km de la comuna antes mencionada, a unos 128 km de la Conurbación Coquimbo - La Serena y a unos 2 km de Mialqui, la localidad más cercana. Es orillado por el Río Grande y conectado por la Ruta D-597.